# Заупокойный храм Хатшепсут в Дейр-эль-Бахри
Заупокойный храм Хатшепсут или Джесер-Джесеру (егип. ḏsr ḏsrw «святая святых», древнее наименование) — заупокойный храм правительницы из  XVIII династии Хатшепсут, возведённый в начале XV века до н. э. в Верхнем Египте у скал Дейр-эль-Бахри на западном берегу Нила, рядом с Долиной Царей. Храм посвящён Амону и Хатшепсут и находится поблизости от заупокойного храма Ментухотепа II, послужившего образцом, а также источником материалов. Джесер-Джесеру является шедевром древнеегипетской архитектуры.

## История

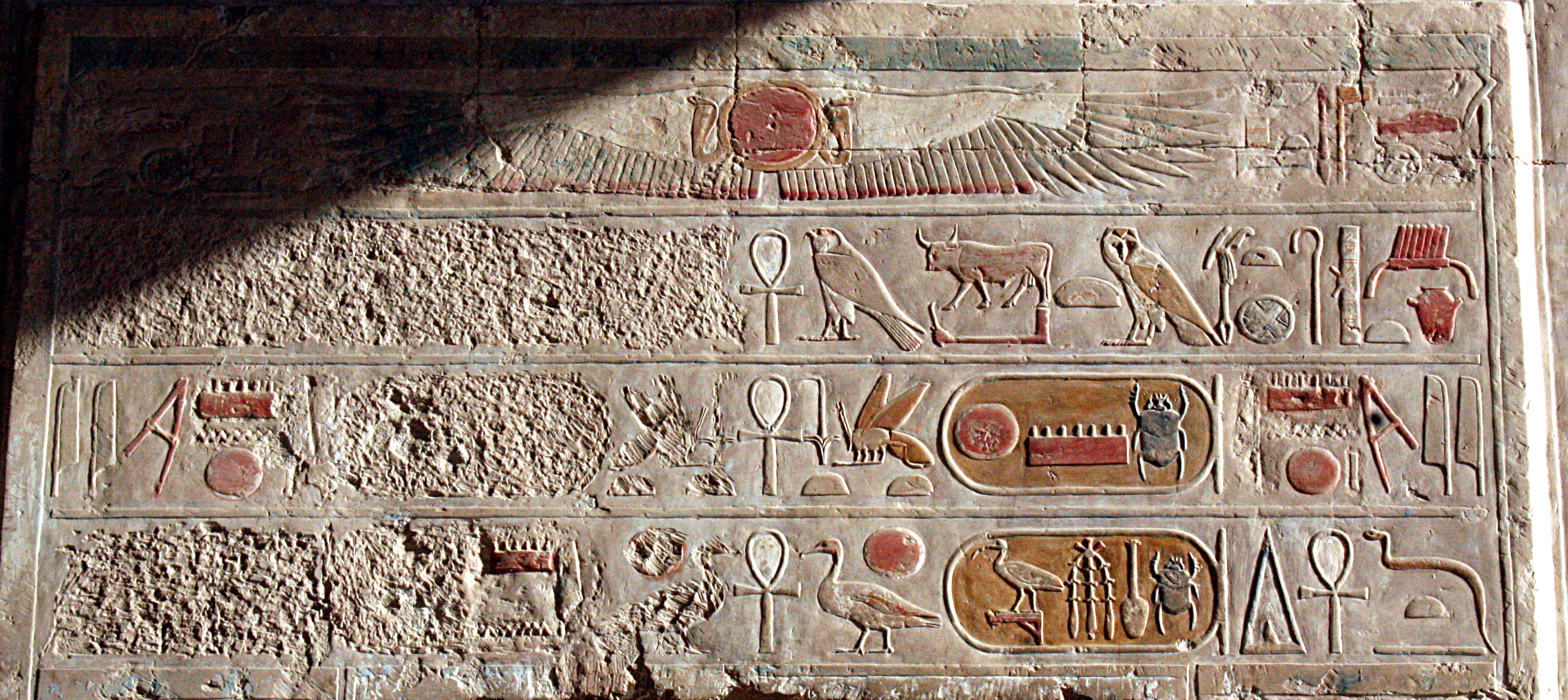
Сбитые надписи в храме с целью проклятья памяти о правлении Хатшепсут

После смерти фараона Тутмоса II регентшей при малолетнем пасынке Тутмос III стала Хатшепсут. В итоге, женщина правила 21 год (умерла на 22-м году правления) и провела ряд строительных мероприятий. Возведение заупокойного храма царицы началось при её жизни и продолжалось 9 лет — с 7-го (предположительно, 1482 до н. э.) по 16-й (1473 до н. э.) год правления царицы. Руководил строительными работами архитектор Сенмут, следивший прежде также за возведением заупокойного храма Ментухотепа II. Эти храмы архитектурно схожи.
Пришедший к власти Тутмос III приказал уничтожить следы владычества мачехи. Этому подвергся и её заупокойный храм. Его скульптуры были разрушены и закопаны недалеко от храма. Много столетий спустя археологам удалось восстановить картину былого величия храма.
Храм оставался в употреблении до птолемеевского периода; позже копты организовали здесь церковь, которая действовала до XI века.

## Архитектура

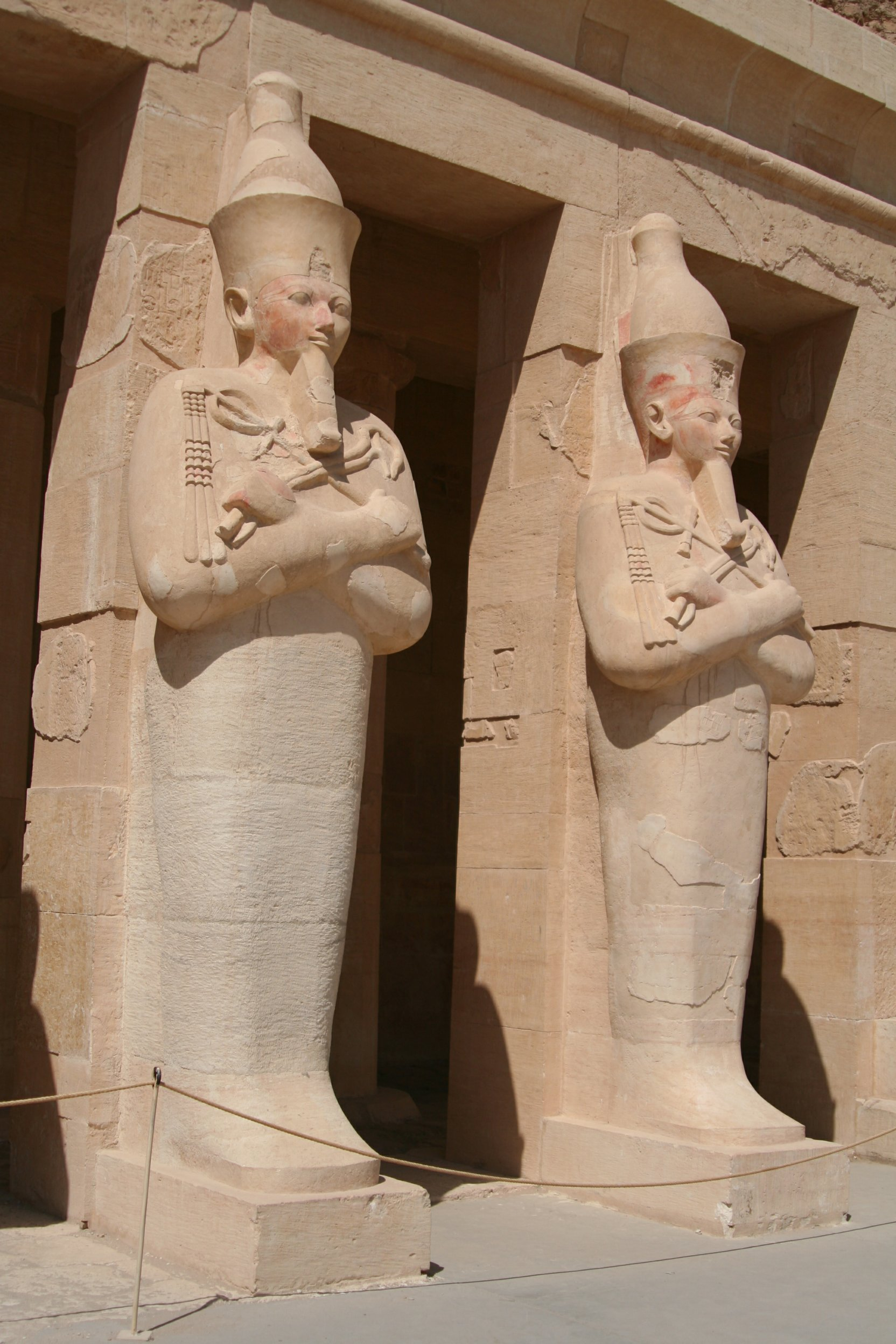
Осирические статуи Хатшепсут

Святилище вырублено прямо в скалах. Имеются три террасы, расположенные на разных уровнях и соединённые пандусами. На этих террасах раньше располагались растения, деревья и пруды. Перед самим храмом был разбит сад из экзотических деревьев и кустарников, вырыты Т-образные бассейны. Несколько святилищ посвящено Амону-Ра, обожествлённому отцу Хатшепсут Тутмосу I, проводнику в загробный мир к Анубису и Аментет.

К нижней террасе вела длинная аллея полихромных песчаниковых сфинксов царицы, обсаженная, завезёнными из Пунта, мирровыми деревьями. Сфинксы находились с двух сторон дороги шириной приблизительно в 40 метров, ведущей от нижней террасы храма к границе пустыни и орошаемых полей долины Нила, где был воздвигнут гигантский пилон. Терраса была обнесена стеной и украшена соколами. В конце этой террасы размещается портик с 22 колоннами и разделяющим их пандусом. Раньше здесь находились огромные статуи царицы Хатшепсут и львиные фигуры. На этой же ступени есть изображения, которые повествуют о военных парадах и о самих строительных работах. На стенах портика нижней террасы изображена доставка обелисков царицы из Асуана в Карнак и ритуальные сцены, связанные с идеей объединения Верхнего и Нижнего Египта.

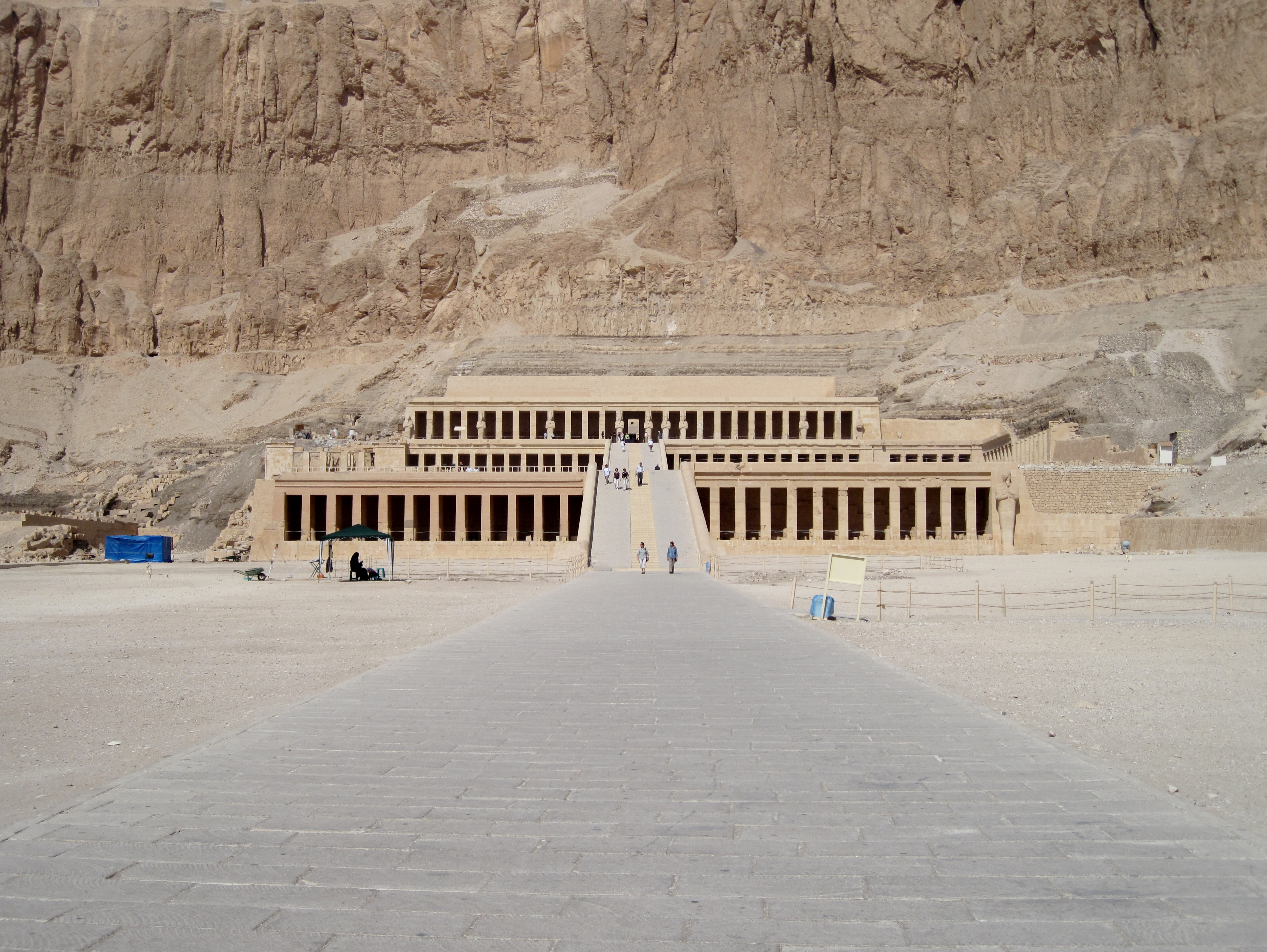
Фронтальный вид

Второй ярус заупокойного храма во многом напоминает нижнюю террасу — здесь тоже есть портик и пандус, который ведёт выше. Рельефы второй террасы повествуют о божественном союзе родителей Хатшепсут — бога Амона и царицы Яхмес и об экспедиции в страну Пунт, снаряжённой царицей на 9-м году правления. На лестнице изображены Уаджит и Нехбет, как символы единства Верхнего и Нижнего Египта. Здесь также располагаются несколько сфинксов. По краям второй террасы расположены святилища Анубиса и Хатхор. Оба святилища состоят из 12-колонных гипостильных залов, расположенных на террасе, и внутренних помещений, уходящих в глубь скалы. Капители колонн святилища Хатхор были украшены позолоченными ликами богини, устремлёнными на запад и восток; на стенах святилища изображена сама Хатшепсут, пьющая божественное молоко из вымени священной коровы Хатхор.

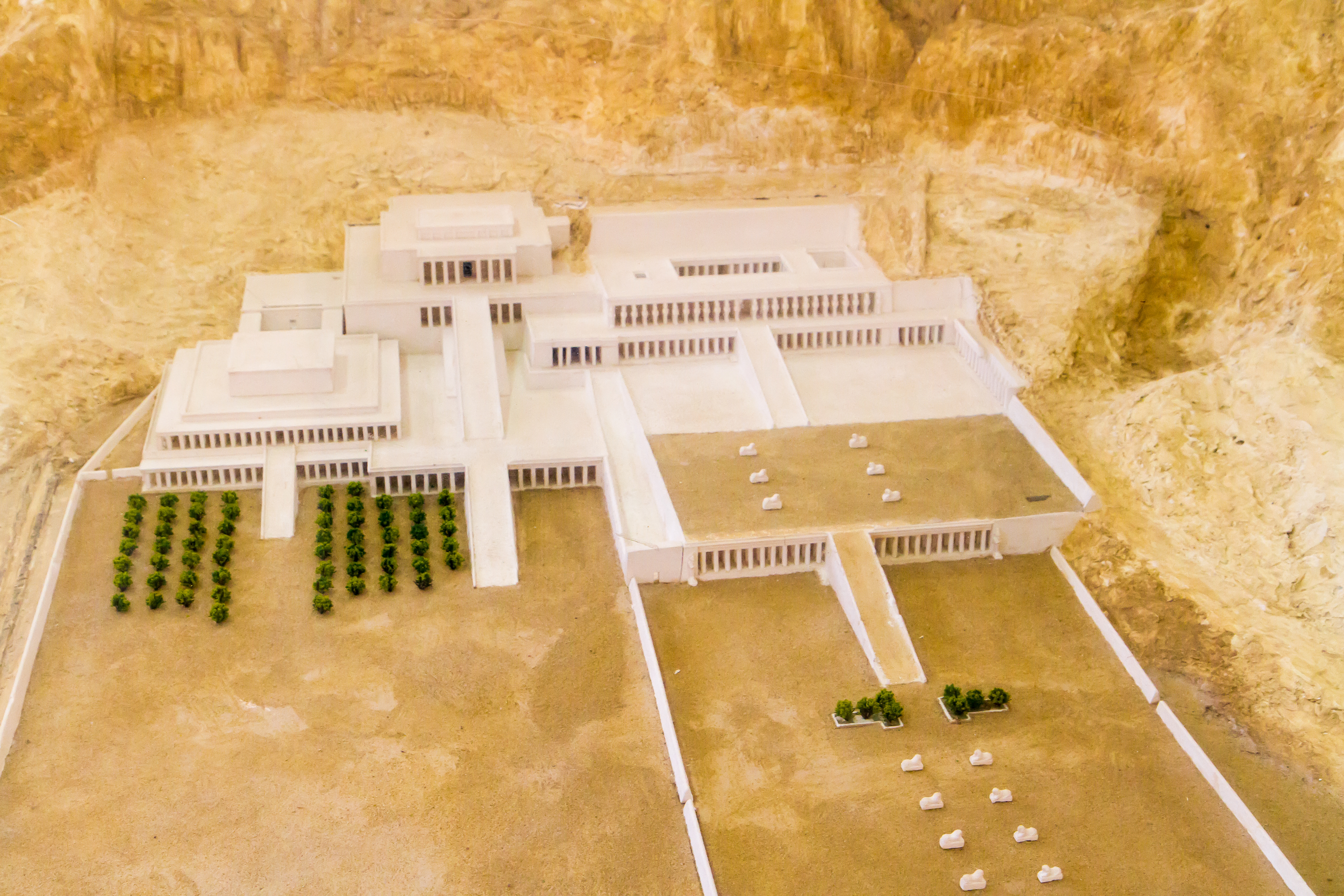
Макет реконструкции облика храмового комплекса

Самый верхний ярус отводился для проведения ритуалов. Раньше вход украшал портик с огромными и величественными статуями царицы. Прямо за входом размещалась сложная система скальных подземных залов. Здесь тоже располагались осирические статуи Хатшепсут, которых прежде насчитывалось около 200, из них 140 — сфинксы. Скульптуры заупокойного храма Хатшепсут представляют царицу в трёх образах — Осирис, фараон, и сфинкс. Многие её скульптурные изображения ныне хранятся в собраниях Египетского музея в Каире и музея Метрополитен в Нью-Йорке. По сторонам центрального двора третьей террасы расположены святилища Ра и родителей Хатшепсут — Тутмоса I и Яхмес. В центре этого комплекса расположено святилище Амона-Ра, которое было самой главной и самой сокровенной частью всего храма Дейр-эль-Бахри.
Венчал сооружение гигантский портрет самой Хатшепсут в виде сфинкса. Портрет Хатшепсут должен был быть виден с борта кораблей, плывущих вниз по Нилу — это была основная цель сооружения — потому место выбиралось специально под скалой, чтобы было за что крепить портрет, который после смерти Хатшепсут был разрушен.

## Расстрел туристов в Дейр-эль-Бахри
Утром 17 ноября 1997 года группа террористов расстреляла посетителей храма Хатшепсут в Дейр-эль-Бахри. Погибло 62 человека: четверо египтян и 58 иностранных туристов.